# عبد الله حمدوك
عبد الله حمدوك الكناني (من مواليد 1 يناير 1956) سياسي سوداني شغل منصب رئيس الوزراء الخامس عشر لجمهورية السودان من 2019 إلى أكتوبر 2021، ومرة أخرى من نوفمبر 2021 إلى 2 يناير 2022. قبل تعيينه، شغل حمدوك العديد من المناصب الإدارية الوطنية والدولية. ومن نوفمبر 2011 إلى أكتوبر 2018، شغل منصب نائب الأمين التنفيذي للجنة الأمم المتحدة الاقتصادية لأفريقيا (UNECA). وصف موظفو اللجنة الاقتصادية لإفريقيا حمدوك بأنه "دبلوماسي ورجل متواضع وعقل لامع ومنضبط". وفي عام 2020، تم اختيار حمدوك ضمن قائمة بلومبرج لأكثر 50 شخصية تأثيرًا لهذا العام.
وبعد نقل السلطة من المجلس العسكري الانتقالي إلى مجلس السيادة السوداني خلال خطة 2019 للانتقال إلى الديمقراطية، عين مجلس السيادة حمدوك رئيسا للوزراء. أدى اليمين الدستورية في 21 أغسطس 2019. خلال الانقلاب السوداني في أكتوبر 2021، اختطف ونقل إلى مكان غير معلوم. صرح الاتحاد الأوروبي والولايات المتحدة والقوى الغربية الأخرى أنهم مستمرين في الاعتراف بحكومة حمدوك كقادة شرعيين للحكومة الانتقالية. في 21 نوفمبر 2021 أطلق سراح جميع السجناء السياسيين وأعيد حمدوك كرئيس للوزراء كجزء من اتفاق مع الجيش. استقال حمدوك في 2 يناير 2022 وسط استمرار الاحتجاجات.

## حياته
وُلد عبد الله آدم حمدوك الكناني ولد في الأوّل يناير عام 1956 بقرية الدبيبات بولاية جنوب كردفان. ينتمي إلى قبيلة كنانة العربية والتي هاجر فرع منها إلى كردفان.
عاشَ معظم أيّام حياته في السودان ودرسَ هناك حتّى حصل على بكالوريوس في الاقتصاد الزراعي من جامعة الخرطوم عام 1980 م ثمّ حصلَ على ماجستير ودكتوراه في علم الاقتصاد من كلية الدراسات الاقتصادية بجامعة مانشستر فِي المملكة المتحدة.

## المسيرة المهنيّة

### البداية
بدأَ عبد الله حمدوك مسيرته المهنيّة عام 1981 حينما انضمّ للعمل في وزارة المالية حتى 1987. غادرَ بعدها عبد الله السودان صوبَ زيمبابوي ليعملَ في شركة مستشارين خاصة حتى عام 1995 ومن ثم مستشارًا في منظمة العمل الدولية في نفسِ الدولة حتى عام 1997. بعدها مباشرة؛ عُيّن حمدوك في البنك الإفريقي للتنمية في ساحل العاج والذي بقي فيهِ لما يُقارب الـ 4 سنوات قبل أن ينضمّ للجنة الاقتصادية لأفريقيا التابعة للأمم المتحدة في أديس أبابا في عدة مواقع حتى أصبحَ نائبًا للأمين التنفيذي.
في الفترة من 2003 حتى 2008، عمل حمدوك في المعهد الدولي للديمقراطية ومساعدات الانتخابات ثمّ شغل في وقتٍ لاحقٍ منصبَ كبير الاقتصاديين ونائب الأمين التنفيذي للجنة الاقتصادية لإفريقيا منذ عام 2011. بحلول عام 2016؛ عيّنه الأمين العام للأمم المتحدة بان كي مون كقائمٍ بأعمال الأمين التنفيذي للجنة الأمم المتحدة الاقتصادية لأفريقيا.

### رئاسة الوزراء
برزَ اسم حمدوك في عام 2019 خلال الاحتجاجات السودانية التي أطاحت بالرئيس عمر البشير حيثُ اعتُبرَ أحد أبرز المرشحين لتولّي رئاسة الوزراء في الفترة التي تلي تنازل المجلس العسكري بقيادة عبد الفتاح البرهان عن السلطة.
بحلول يونيو/حزيران من عام 2019؛ ظهرَ اسمُ حمدوك وتُحدث عنه كثيرًا بعدما قالَ متحدثٌ باسمِ قوى الحرية والتغيير أن عبد الله سيُقترح لمنصبِ رئيس الوزراء. في الشهرِ الموالي؛ نشرت صحيفة سودان ديلي مقالًا ذكرت فيهِ أن حمدوك سيكون مرشح قوى الحرية لمنصبِ رئيس الوزراء. بدأَ التفاوض رسميًا في 17 تمّوز/يوليو 2019 بينَ قوى إعلان الحرية والتغيير من جهة والمجلس العسكري من جهة ثانيّة وتمّ التوصل لاتفاقٍ سياسي وُقَّع عليهِ في الرابع من آب/أغسطس 2019. عيَّن مجلس السيادة السوداني عبد الله حمدوك رئيسًا للوزراء في 20 آب/أغسطس وفقًا لما يقتضيه مشروع الإعلان الدستوري فيمَا أدّى اليمين الدستورية في اليومِ الموالي ليكون بذلك أوّل رئيسِ وزراء للسودان بعد سقوطِ نظام عمر البشير الذي ظلّ في الحكم لما يزيدُ عن ثلاث عقود.
في أكتوبر 2021 قام عبد الفتاح البرهان بانقلاب على السيادة المدنية بما فيها رئيسها عبد الله حمدوك، لكن بعد شهر عاد عبد الله حمدوك إلى منصبه.
بحلول 2 يناير مِن عام 2022؛ أعلن عبد الله حمدوك استقالته في مكالمة هاتفية بُثت مباشرةً على التلفزيون.

## محاولة الاغتيال
في صبيحة يوم الإثنين الموافق للتاسع من آذار/مارس 2020 وفي أثناء سير موكب رئيس الوزراء في ضاحية الخرطوم بحري بالقربِ من منطقة كوبر؛ تعرَّض موكبه لانفجارٍ سُمع صداه في العاصمة. أعلنت زوجته منى فيما بعد أن عبد الله بخير وأن المحاولة كانت فاشلة فيما ذكر التلفزيون الرسمي للدولة أنه تم نقل رئيس الوزراء إلى مكانٍ آمنٍ دون إصابته بأذى؛ فيما لم تُعلن أي جهةٍ مسئوليتها عن عملية التفجير وكانت السلطات السودانيّة قد طوَّقت مكان الحادثة وشرعت في التحقيق بشأنِ محاولة الاغتيال.

## حياته الخاصة
التقى أثناء بعثته إلى جامعة مانشستر فِي المملكة المتحدة بالسيدة منى عبدالله وهي سودانية من الخرطوم تخرجت من جامعة الزقازيق بمصر. لهما من الأولاد ابنان: علي وعمرو.